# Nausikaja
Nausikaja – chorwacki dramat filmowy z 1995 roku w reżyserii Vicko Ruicia, zrealizowany na motywach powieści Hansa Ewersa. Zdjęcia kręcono w Karlovacu. Film został wyselekcjonowany jako chorwacki kandydat do nagrody Amerykańskiej Akademii Filmowej dla najlepszego filmu nieanglojęzycznego, ale nie uzyskał nominacji.

## Opis fabuły
Akcja filmu rozgrywa się tuż przed wybuchem II wojny światowej. Bohaterem filmu jest Matija Remetin, młody student szkoły teatralnej w Zagrzebiu. Wynajmuje pokój u wdowy Mariji Slajner. Trzech poprzednich lokatorów wynajmujących ten pokój zmarło śmiercią samobójczą. Matija zauważa, że w budynku naprzeciwko jego pokoju mieszka piękna i tajemnicza dziewczyna, którą nazywa mitologicznym imieniem Nausikaja (Nauzykaa).

## Obsada
- Nada Gaćešić-Livaković jako Marija Slajner
- Igor Serdar jako Matija Remetin
- Maja Nekić jako Nausikaja
- Mustafa Nadarević jako inspektor Stevović
- Mario Mirković jako Karlo
- Boris Dvornik
- Neven Čorak
- Pero Kvrgić
- Tomislav Martić
- Matko Raguž
- Slavko Juraga
- Zoran Pokupec
- Drago Krča
- Boris Blažeković
- Suzi Josipović
- Joško Ševo
- Kruno Šarić

## Nagrody
- 1996: Festiwal Filmowy w Puli - nagroda za zdjęcia dla Vjekoslava Vrdoljaka